# Australoplana
Genre
Australoplana est un genre de vers plats de la famille des Geoplanidae (sous-famille des Rhynchodeminae). Ces espèces sont présentes en Australie et en Nouvelle-Zélande et sont envahissantes par endroit en Europe.

## Systématique
Le nom valide complet (avec auteur) de ce taxon est Australoplana Winsor, 1991.

### Liste des espèces
Selon la base de données World Register of Marine Species (20 janvier 2024), le genre Australoplana contient les espèces suivantes :
- Australoplana alba (Dendy, 1891)
- Australoplana minor (Dendy, 1892)
- Australoplana rubicunda (Fletcher & Hamilton, 1888)
- Australoplana sanguinea (Moseley, 1877)
- Australoplana typhlops (Dendy, 1894)

### Publication originale
(en) Leigh Winsor, « A provisional classification of Australian terrestrial geoplanid flatworms (Tricladida: Terricola: Geoplanidae) », Victorian Naturalist, Melbourne, vol. 108,‎ 1991, p. 42–49 (ISSN 0042-5184, lire en ligne, consulté le 18 mars 2021)